# Simbolismo
(Charles Baudelaire, da «Corrispondenze», Les Fleurs du Mal)

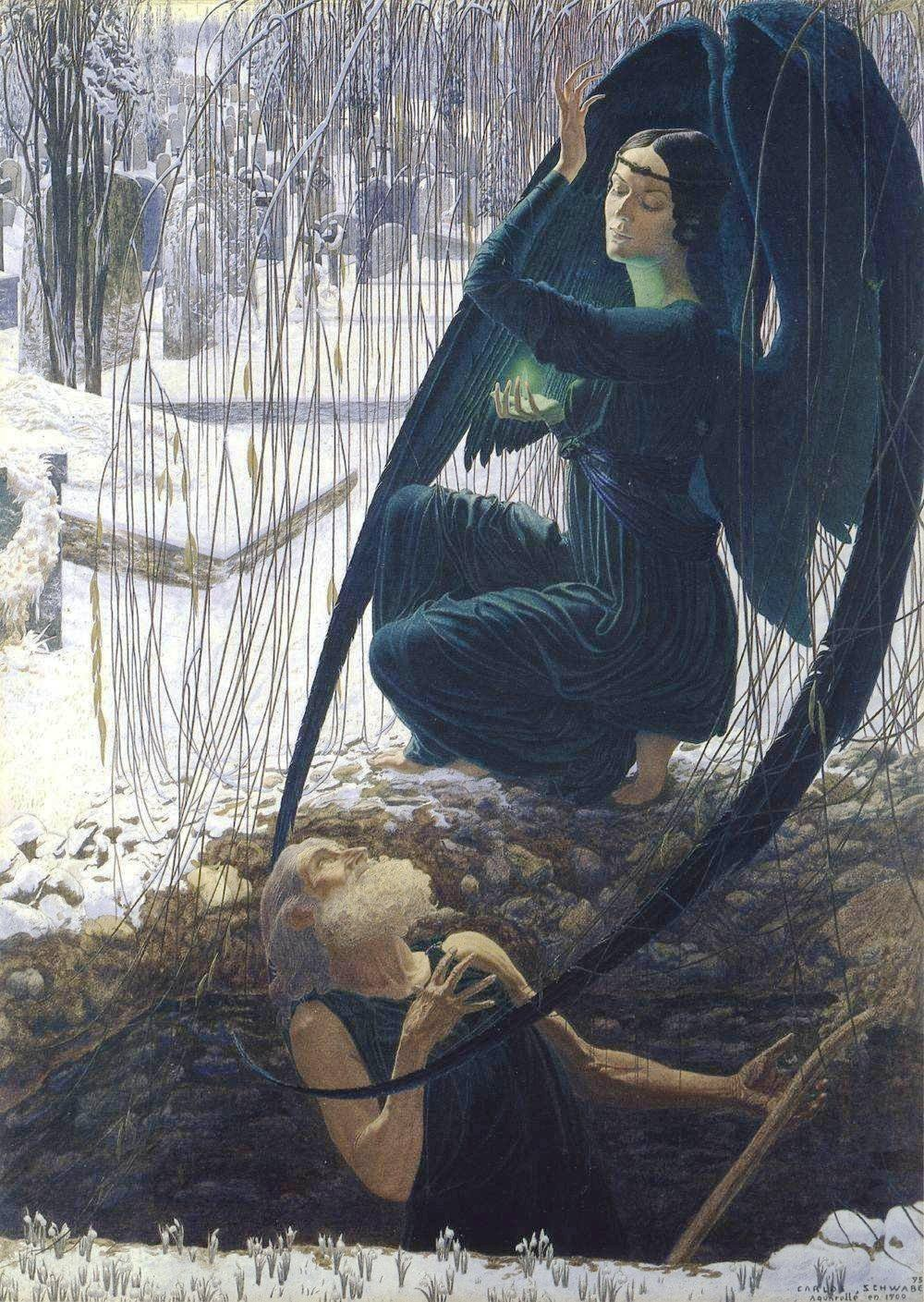
La morte del becchino (anni 1890) di Carlos Schwabe.

Il simbolismo è un movimento culturale sviluppatosi in Europa (in particolare in Francia) negli ultimi due decenni del XIX secolo che si manifestò nella letteratura, nelle arti figurative e di riflesso nella musica. Sebbene manifestazioni di arte simbolista si siano avute anche prima, convenzionalmente si fa coincidere la data di nascita del Simbolismo con la pubblicazione, nel 1886, del Manifesto del Simbolismo del poeta Jean Moréas.

## Letteratura

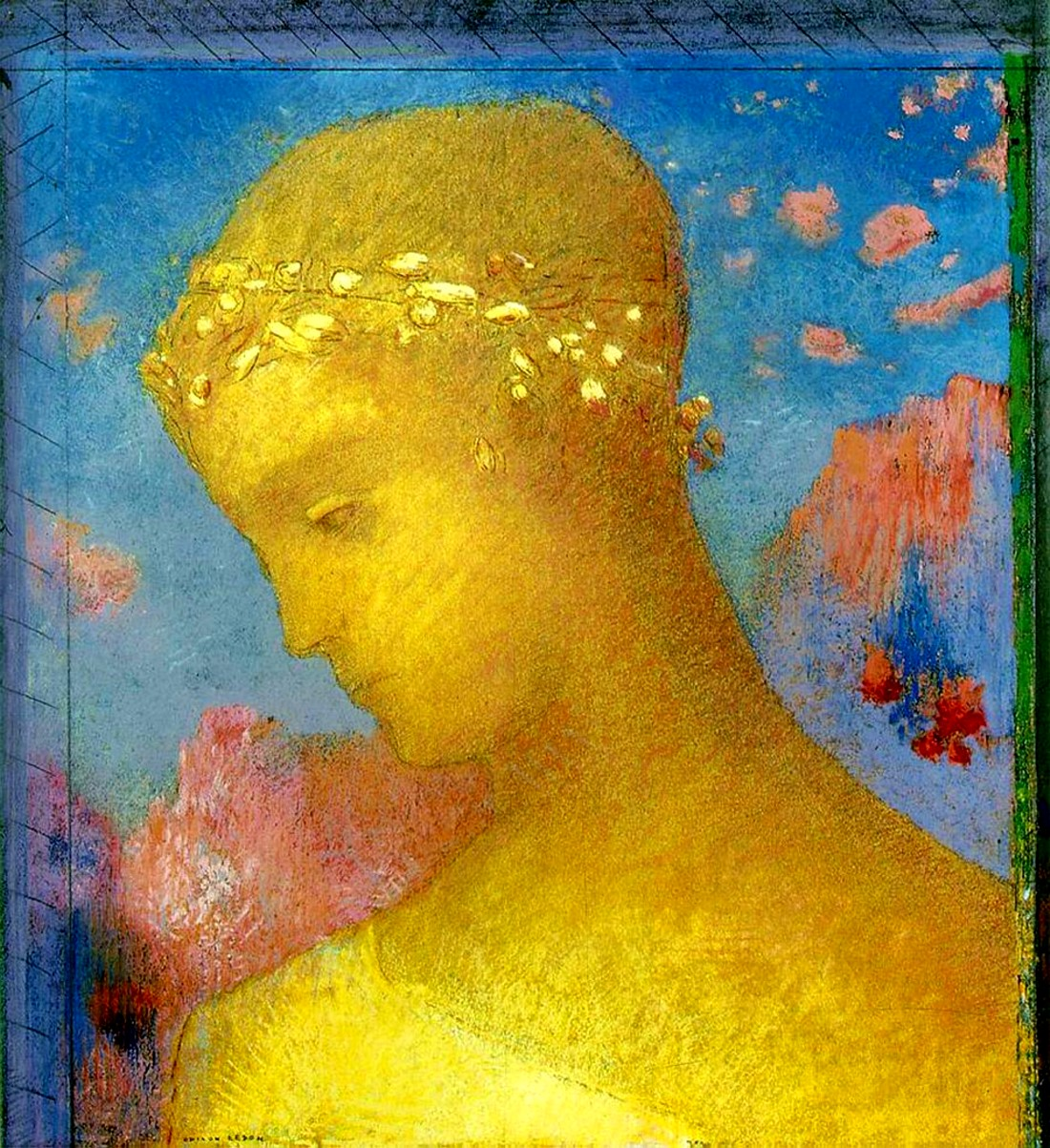
Beatrice (1855) di Odilon Redon.

Sul supplemento del Figaro del 18 settembre 1886 il poeta Jean Moréas pubblicò un articolo, Le Symbolisme, ritenuto manifesto della nuova scuola.
(Jean Moréas, Le Symbolisme, in Le Figaro, 18.IX.1886)

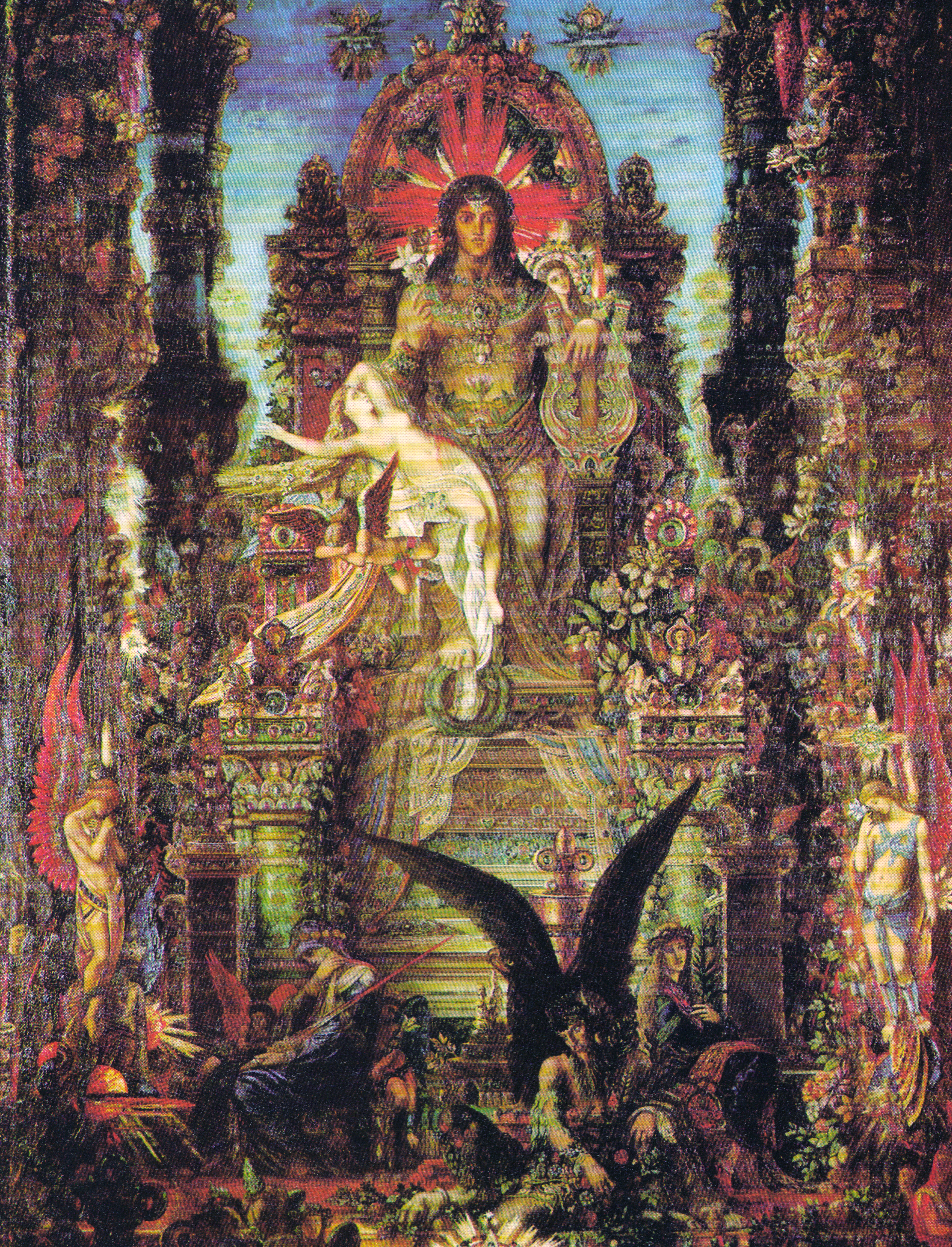
Giove e Semele di Gustave Moreau (1896; Museo Gustave Moreau, Parigi).

Lo scrittore francese Gustave Kahn definì come scopo dell'arte simbolista: «oggettivizzare il soggettivo piuttosto che soggettivizzare l'oggettivo».
Nel decennio 1866-1876 si impose in Francia il Simbolismo, come movimento gnoseologico ed etico, oltre che estetico, legato al pensiero filosofico della seconda metà del secolo: Bergson sosteneva che la verità non poteva essere raggiunta attraverso la percezione del reale, ma tramite l'intuizione, ovvero senza una mediazione della razionalità.
La poesia dei simbolisti è antirealistica, ha come riferimento un modello astratto di compostezza classica e l’imitazione di modelli antichi. Per questi poeti l'arte deve essere incontaminata dalle problematiche sociali.
A questa scuola appartenne anche Charles Baudelaire, se pure in una posizione del tutto autonoma. Egli intraprese uno stile di vita all'insegna della sregolatezza e contribuì all'elaborazione del concetto di “poesia pura”, libera da ogni preoccupazione di contenuto e di intenti civili o morali, nella quale la suggestione delle parole e dei simboli può essere oggetto di ispirazione. Ecco perché venne considerato l’iniziatore della poesia moderna.
La poetica di Baudelaire influenzò l'opera di Paul Verlaine, Julien Leclercq, Arthur Rimbaud e Stéphane Mallarmé. Essi si allacciano a certi aspetti del Simbolismo:
- La poesia è musica;
- Il poeta non deve descrivere la realtà, ma coglie e trasmette le impressioni più vaghe e indefinite, suggerisce emozioni e stati d'animo, penetra l'intima essenza delle cose;
- Bisogna utilizzare accordi musicali lievi, immagini sfumate, parole non descrittive ma evocatrici.

Esemplare incarnazione del “poeta maledetto” fu Rimbaud. Egli teorizza il linguaggio del poeta veggente i cui principi sono:
- Il poeta deve farsi veggente, esplorare l'ignoto;
- Il poeta si fa tale mediante una lunga, immensa e ragionata sregolatezza di tutti i sensi;
- Il ritrovamento di cose ignote richiede forme nuove;
- Il poeta veggente deve trovare una lingua.

L'elemento fondamentale del Simbolismo è che sotto la realtà apparente, quella percepibile con i sensi, ve ne sia un'altra più profonda e misteriosa, a cui si può giungere solo per mezzo dell'intuizione poetica. La nuova generazione di poeti, quindi, manifesta la propria sfiducia nella scienza, perché incapace di penetrare nelle oscure profondità dell'animo umano e di spiegare i desideri dell'inconscio, i sogni ecc. Il poeta, invece, può penetrare ed entrare in queste realtà attraverso quell'intuizione che gli è propria.

Per questi nuovi contenuti della poesia i simbolisti elaborarono un linguaggio nuovo, non più logico, ma alogico, che permetteva di portare alla luce le corrispondenze e i misteriosi legami esistenti tra le cose più diverse; questo perché la parola deve avere la capacità di comunicare le molteplici emozioni che il poeta avverte come simultanee. A tale scopo i poeti simbolisti ricorsero spesso a figure retoriche quali la metafora, l'analogia e la sinestesia.

## Musica

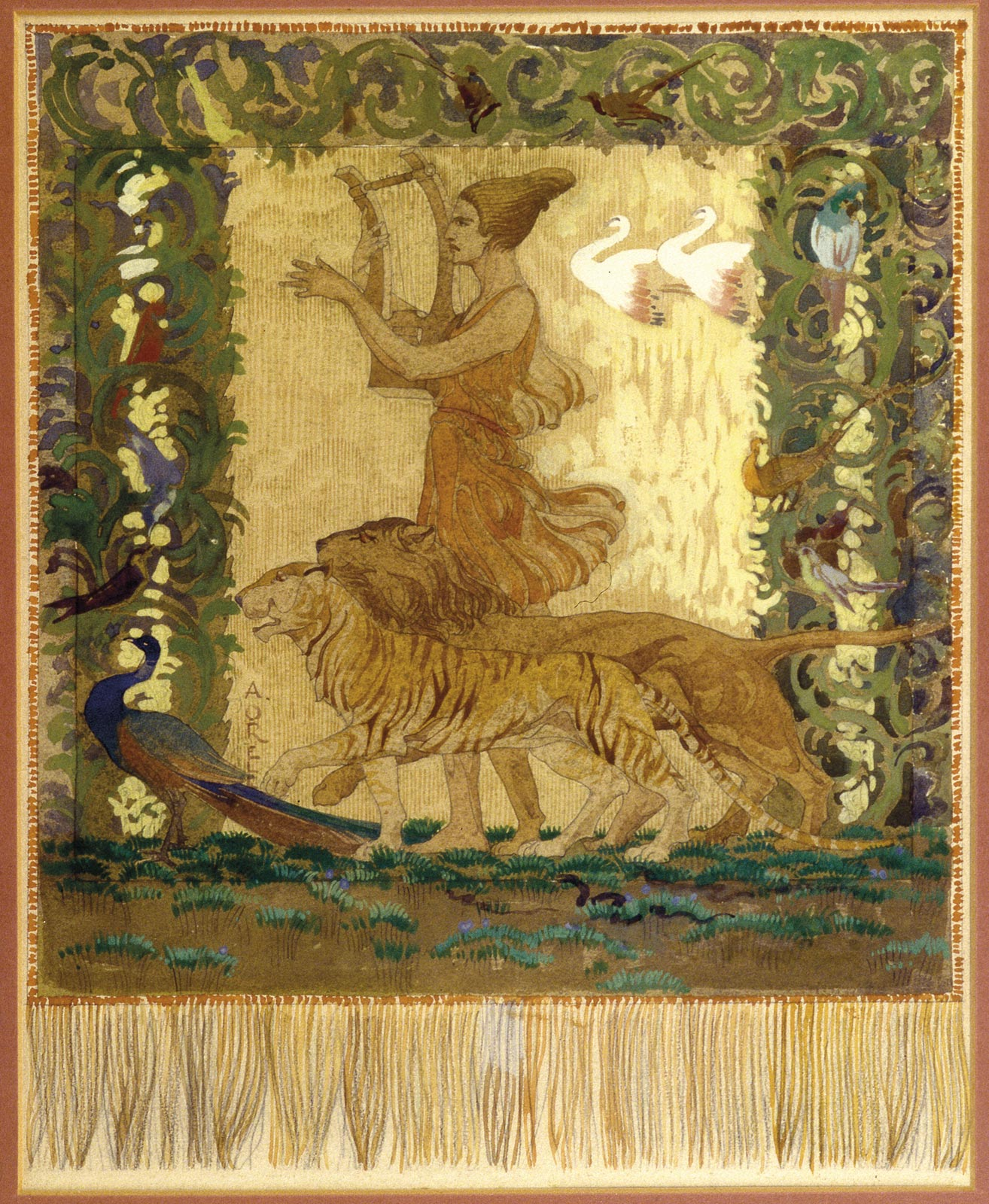
Allegoria (1900 circa) di Argio Orell.

Anche in campo musicale si sviluppa il fenomeno di un'arte sempre più sottratta al condizionamento della realtà: le suggestioni esercitate dalle composizioni di Richard Wagner (1813-1883) ne sono la dimostrazione. La sua nuova musica è contraddistinta da una morbida e dissimulata sensualità che sembra cogliere le remote radici dell'essere. Al posto degli elementi del melodramma classico viene adoperato il "canto declamato" svincolato dalle forme fisse della tradizione. L'orchestra non è più un semplice sostegno della voce ma diviene elemento sostanziale dell'azione. Particolarmente legato al Simbolismo è il suo ultimo dramma: Parsifal in cui si rivela la sua concezione quasi "mistica" del dramma musicale e per le numerose allusioni e simbologie religiose.
Fu particolarmente quest'opera wagneriana che influenzò negli anni giovanili Claude Debussy (1862-1918). La frequentazione di ambienti artistici e letterari legati all'impressionismo e al simbolismo indirizzarono le sue opere, soprattutto dopo aver fatto la conoscenza di Mallarmé nel 1890. Fu proprio il Prélude à l'après-midi d'un faune, scritto sul testo del poeta, che aprì la strada al compositore a una nuova musica basata sull'estetica simbolista; la suggestione, la fluidità incantata, il sogno sono tutti elementi che ispirarono le opere di Debussy in questo periodo, dalla La Damoiselle élue ai Cinq poèmes de Baudelaire. È però nell'opera Pelléas et Mélisande che l'influsso simbolista ottenne nel compositore i risultati più evidenti. Il senso del mistero, che è essenza propria della realtà, si lega a una musica suggestiva e incantata fatta di accenni ed evanescente; il dramma è un susseguirsi di situazioni al di fuori del tempo che si legano a sensi nascosti e a fascinazioni occulte e misteriose, dove la penombra permette intuizioni per elevarsi al di là del reale. La vera forza simbolica di quest'opera è proprio la musica che interpreta qualsiasi suggestione o mistero con la sua ricchezza timbrica e la sua particolarissima armonia.
Per alcuni aspetti della sua concezione musicale si può considerare vicino al simbolismo anche il compositore russo Aleksandr Nikolaevič Skrjabin (1871-1915); figura controversa e innovativa, cercò di esprimere nella sua musica arcane corrispondenze fra suoni e colori, sempre mosso da un suo misterioso misticismo e da suggestioni metafisiche.

## Arti figurative

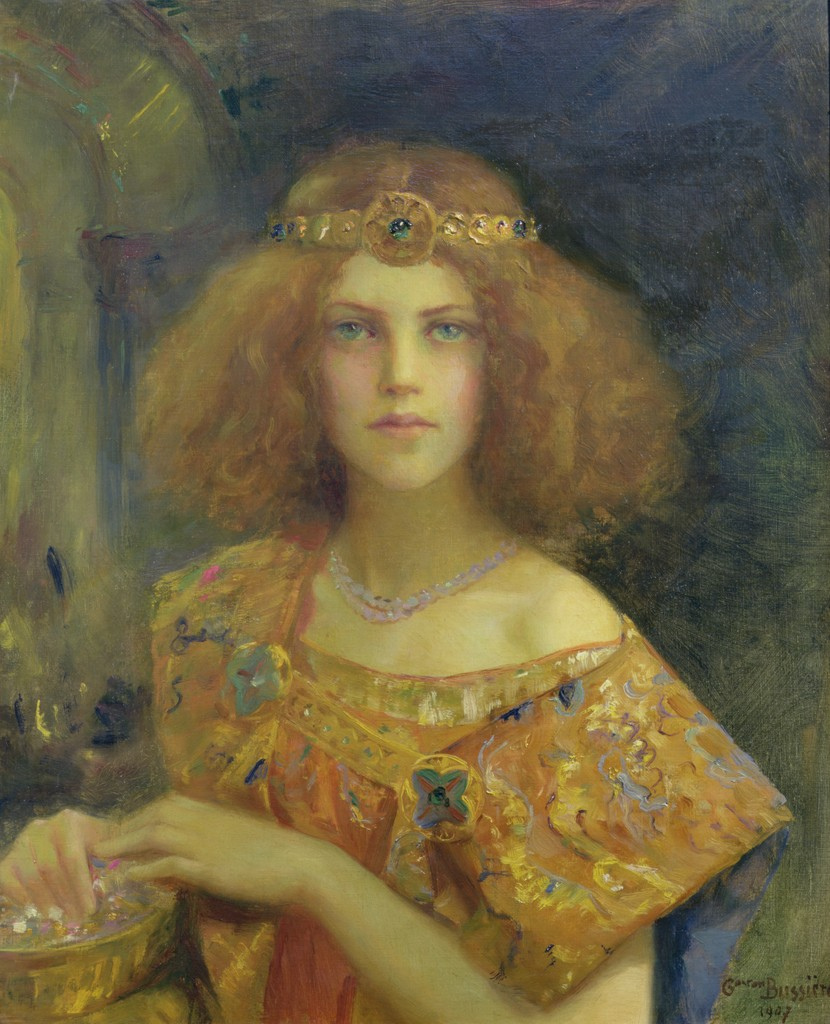
Salammbô (1907) di Gaston Bussière.

Nelle arti figurative il simbolismo nasce in accordo con le teorie e i lavori dei neo-impressionisti, soprattutto per quanto riguarda la rappresentazione di soggetti ispirati dalla natura a cui i simbolisti attingono fermamente. Il simbolismo è dedicato ad un pubblico colto e sensibile, per via dei suoi contenuti molto complessi da decifrare.
Scopo dei simbolisti è quello di superare la pura visività dell'impressionismo in senso spiritualistico (e non scientifico, come avviene invece tra i neo-impressionisti), cercando di trovare delle corrispondenze tra mondo oggettivo e sensazioni soggettive.
Influenzati dalla letteratura simbolista francese, soprattutto da Stéphane Mallarmé e da Baudelaire, tentano di recuperare nei loro quadri la spiritualità di tutto ciò che esiste nella realtà, ma non è direttamente visibile dall'occhio umano.
Alla nuova tendenza si accostarono i pittori postimpressionisti, per superare la rappresentazione dell'oggetto e sostituirla con l'espressione del proprio "io". Questi pittori rifiutarono la resa dell'illusione nella pittura, che per loro doveva essere in grado infatti di trasfigurare la realtà, nell'esaltazione delle linee e dei colori che avevano maggiormente suscitato la loro reazione emotiva. In Francia gli artisti simbolisti più rappresentativi furono Pierre Puvis de Chavannes, Gustave Moreau, creatore di immagini fortemente evocative e Odilon Redon, personalità complessa dall'opera molto diversificata.
Il critico Albert Aurier in un articolo pubblicato sulla rivista Mercure de France nel marzo del 1891, intitolato Il simbolismo in pittura. Paul Gauguin, descrisse i canoni fondamentali della nuova arte: l'ideismo, cioè l'espressione delle idee per mezzo delle forme; il simbolismo, espressione dell'Idea attraverso le forme; la sintesi, cioè la riduzione in essenza dei simboli per meglio suggerire l'evocazione; il soggettivismo, cioè il considerare l'oggetto come segno dell'idea concepita dal soggetto. Tutto questo è generalmente accompagnato da un'intensa emotività, più o meno velata.
Pittori simbolisti sono stati: Arnold Böcklin, Giovanni Segantini (considerato anche il principale esponente del divisionismo in Italia), Giovanni Marchini (il cui capolavoro simbolista è Il cavallo narratore, opera apertamente ispirata ad un racconto di Lev Tolstoj), lo scultore Leonardo Bistolfi, il pittore, illustratore e decoratore Umberto Bottazzi, Cesare Saccaggi (il cui capolavoro simbolista è La vetta, o La regina dei ghiacci), Gustave Moreau, Félicien Rops, Maurice Chabas, Eugène Buland, James Ensor, Frederic Cayley Robinson, Henry Daras, Fernand Khnopff, Odilon Redon, Pierre Puvis de Chavannes, Louis Anquetin, Émile Bernard, Pierre Bonnard, Eugène Carrière, Maurice Denis, Eugène Grasset, Maximilián Pirner, Karl Wilhelm Diefenbach, Louis Welden Hawkins, Michail Aleksandrovič Vrubel', Enrique Serra Auqué, Léon Spilliaert, Jean Delville e Franz von Stuck (nota è la sua opera: Il peccato, composta e riprodotta svariate volte).

## Galleria d'immagini

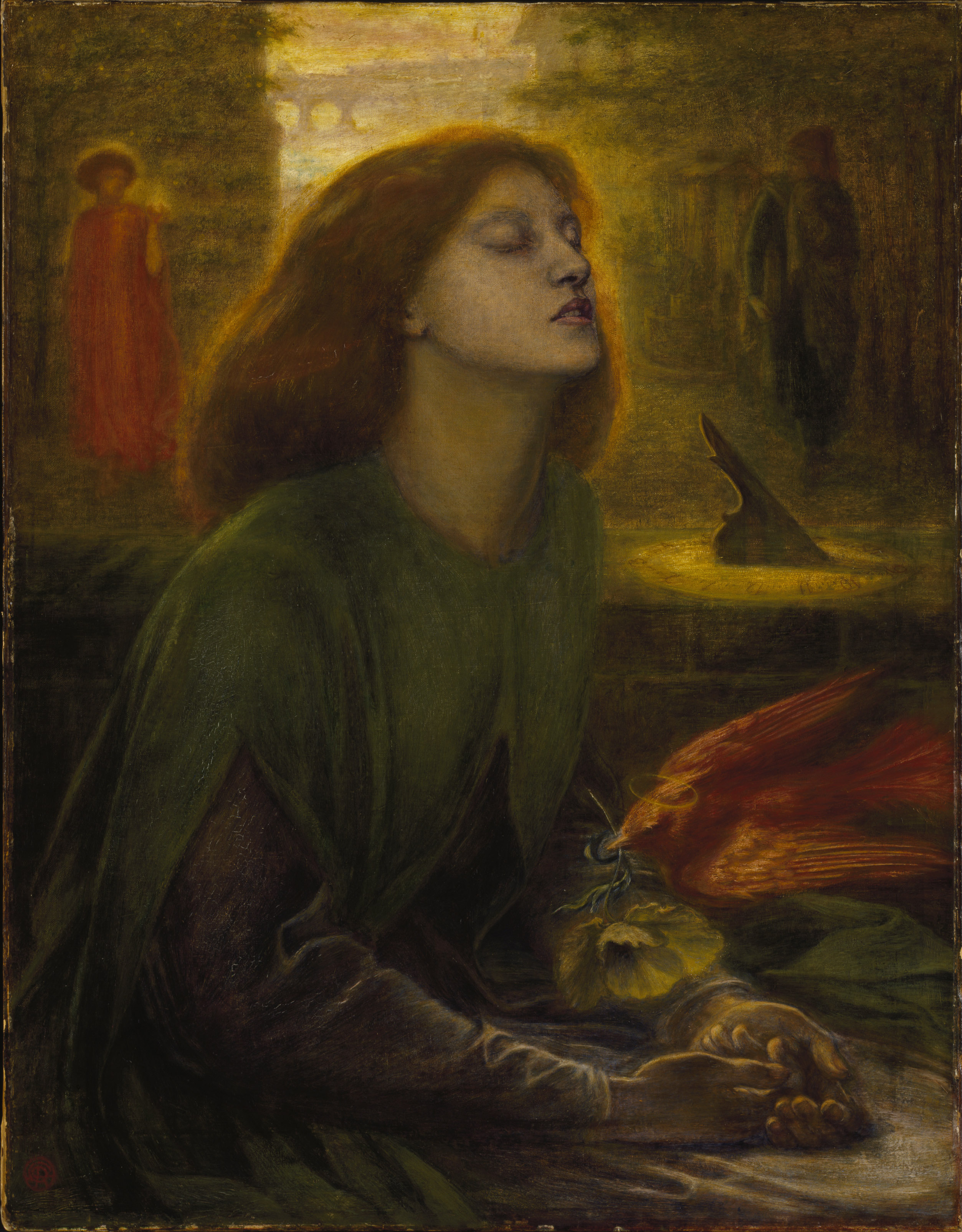
Dante Gabriel Rossetti, Beata Beatrix, 1864.
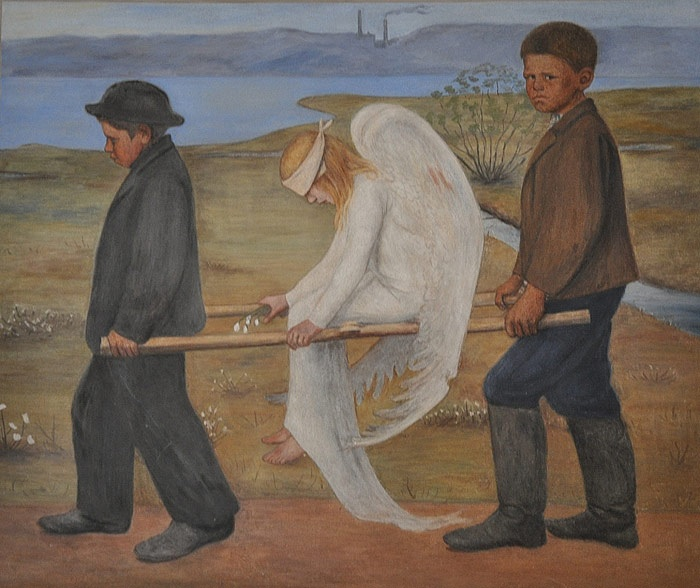
L'angelo ferito (1903) di Hugo Simberg.
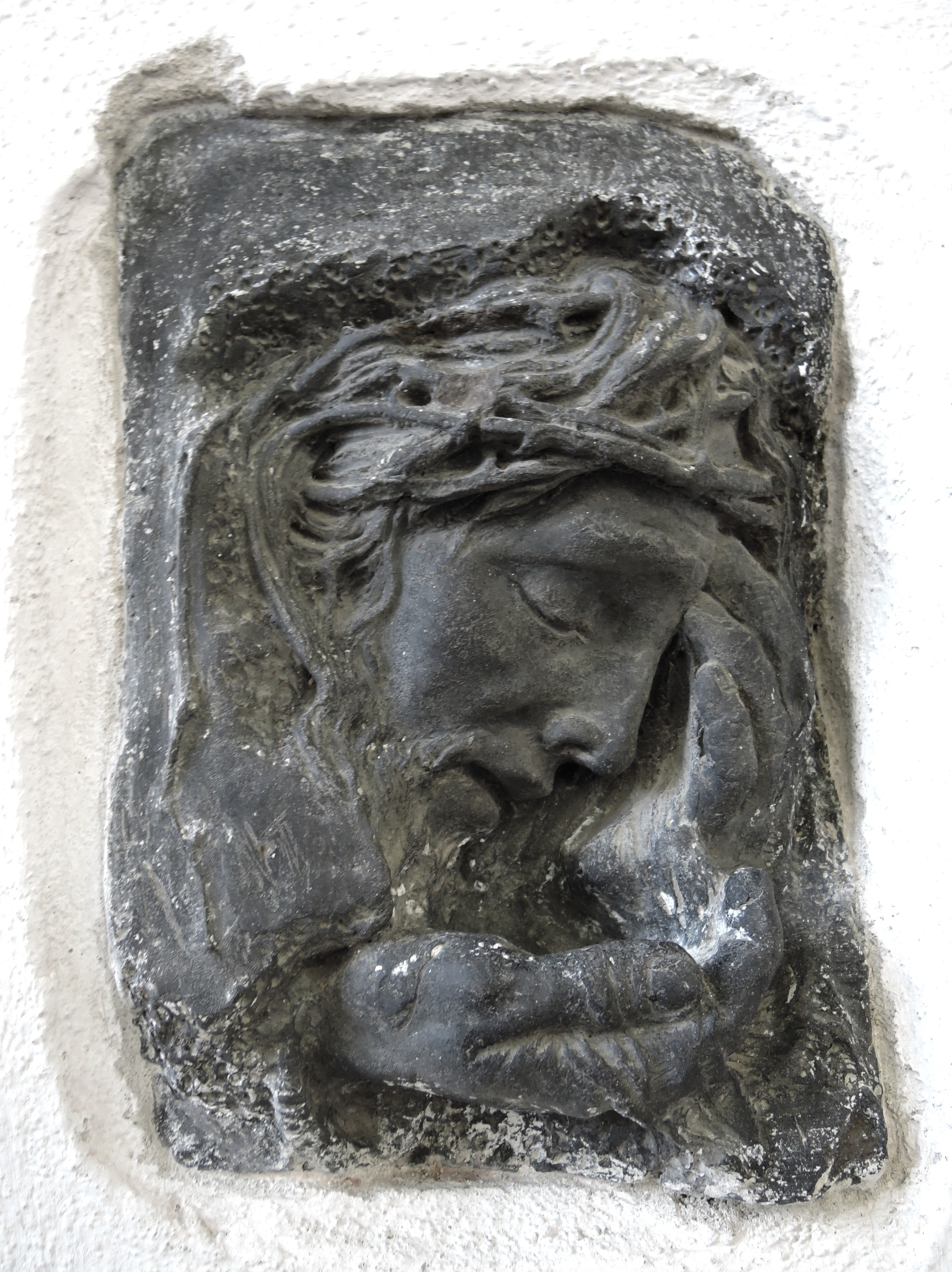
Křemešník di František Bílek.
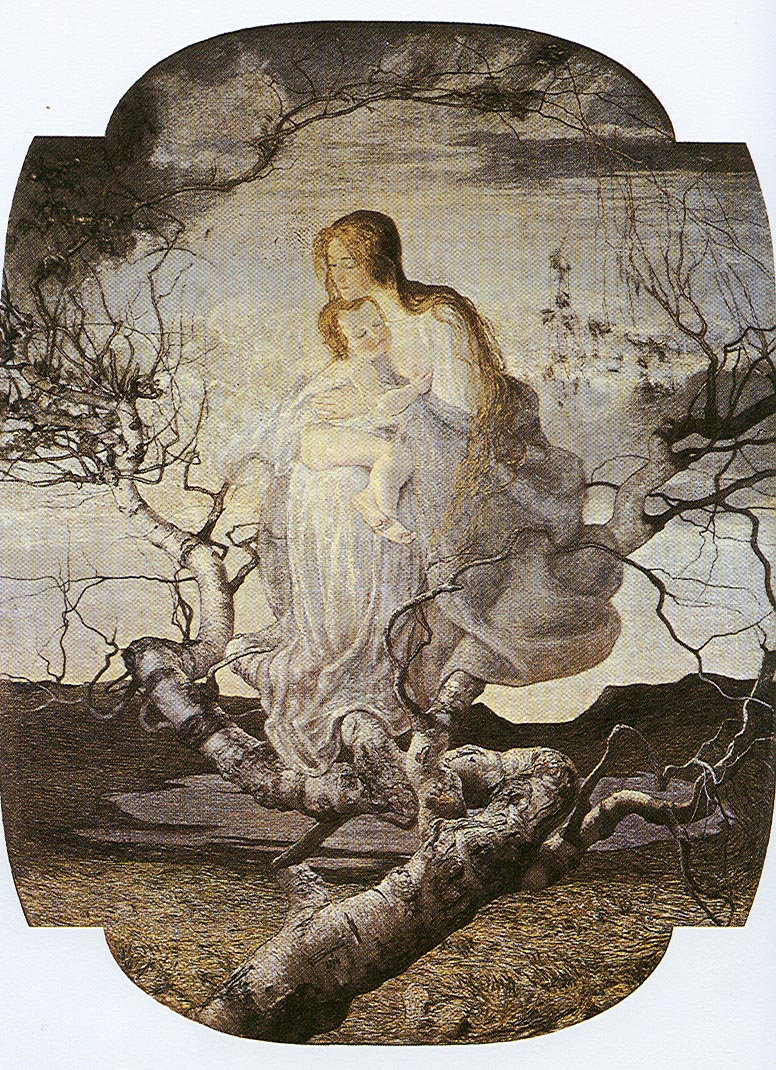
Giovanni Segantini, L'angelo della vita, 1894.
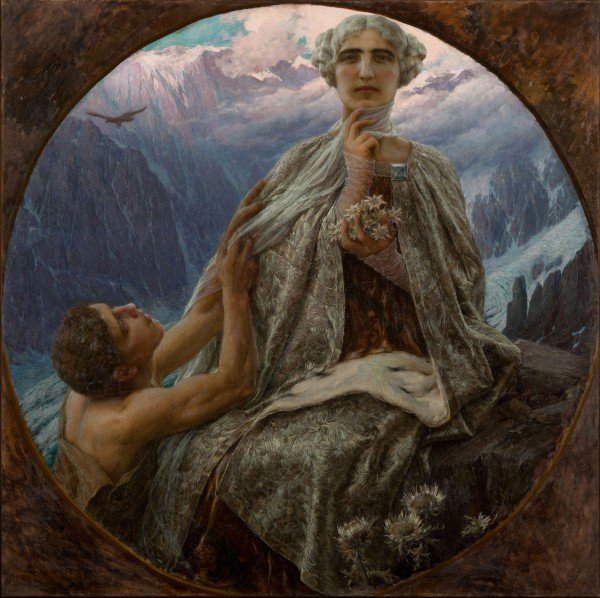
La vetta, del 1912; opera di matrice simbolista del pittore liberty Cesare Saccaggi.
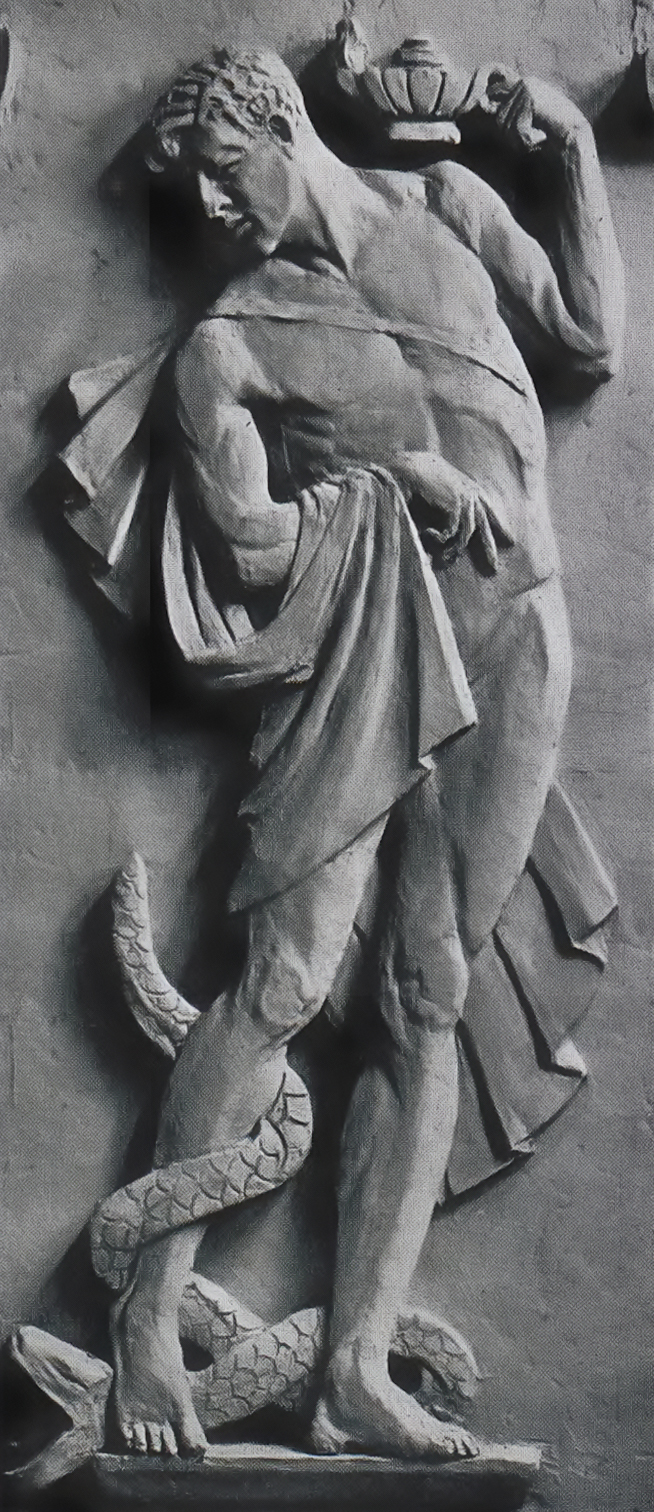
Orlando Dutton. Rilievo, 1938, Anzac House (in facciata), Collins Street di Melbourne.
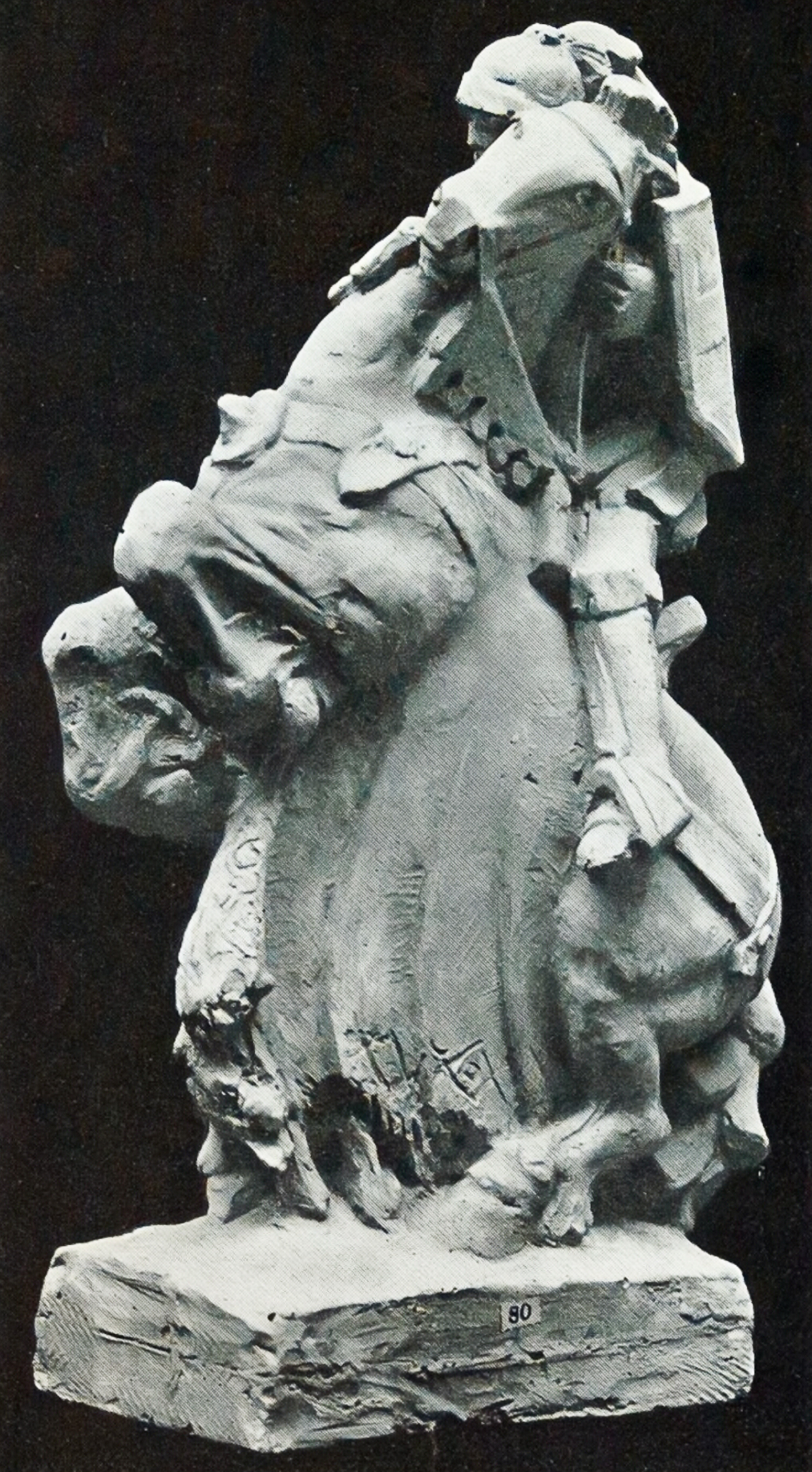
Orlando Dutton, San Giorgio, gesso, 1933. Bozzetto dalla prima mostra collettiva di scultura che si tenne a Melbourne.